# 百頁豆腐
百頁豆腐是一种以大豆分离蛋白、植物油、淀粉或其他增稠剂为主要成分凝结制成的豆制品。百页豆腐和严格意义上通过豆浆制作豆腐的方式区别很大，质地Q弹如鱼饼，能吸收大量汤汁且不易破碎，并且耐冷冻。可用于煎、煮、炒、炸、蒸、烤、卤、火锅。
进入中国改名是为了防止和已有的百叶（千张）混淆。中国曾有多种其他同音叫法，包括千页豆腐、千夜豆腐、千耶豆腐、千椰豆腐等。

## 营养成分
2020年左右有台湾网路谣言称百頁豆腐“七成油”是“化學白磚”，实际上并非如此夸张。百頁豆腐虽然含脂肪（可能还有含盐）高于大部分传统豆腐，但重量比例一般在10–20%左右，和大溪豆干差不多。
| 商品                     | 热量（kcal） | 蛋白质（g） | 脂肪（g） | 碳水化合物（g） | 钠（mg） |
| ------------------------ | ------------ | ----------- | --------- | --------------- | -------- |
| 百頁豆腐（台湾未知品牌） | 216          | 13.4        | 17        | 2.4             | 425      |
| 千叶豆腐（中国白玉牌）   | 170          | 12.4        | 9.4       | 9.0             | 310      |